# Ruth (filme)
Ruth é um filme português de biografia, realizado por António Pinhão Botelho e produzido por Paulo Branco. Estreou-se em Portugal a 3 de maio de 2018.

## Sinopse
O filme retrata a transferência de Eusébio para o Benfica, numa sociedade portuguesa no início da década de 60, e todo o meio envolvente a essa transferência, quer seja chantagem, tentativas de rapto, envolvimento de ministros, delírio nos jornais ou promessas milionárias.

## Elenco
- Igor Regalla como Eusébio
- Afonso Lagarto como Abel
- Almeno Gonçalves como Béla Guttmann
- Álvaro Correia como Brás Medeiros
- Ana Bustorff como Dona Marina
- Anabela Faustino como operadora PBX 2
- Anabela Moreira como Natália Correia
- André Gago como presidente da FPF
- André Gomes como Góis Mota
- Andreia Bento como operadora PBX 1
- António Nipita como Xico Maneta
- António Simão como Camilo Antunes
- Bruna Quintas como Ruth Malosso
- Bruno Cabrerizo como José Carlos Bauer
- Buanamade Amad como Mano
- Dinis Gomes como Arlindo Malosso
- Evandro Gomes como barman negro
- Fernando Luís como Maurício Vieira de Brito
- Filipe Crawford como Catarino Duarte
- Filipe Vargas como inspetor
- Francis Selleck como turista francês
- Pessoa Júnior como Otto Glória
- Francisco Tavares como Abreu
- Gonçalo Cabral como Mário Coluna
- Guilherme Gomes como Juca
- Henrique Feist como Paulino Gomes Júnior
- Hugo Mestre Amaro como Nuno Ferrari
- Ivo Alexandre como Margarido
- João Aragão como Carlinhos
- João Cabral como major Carvalho
- José Eduardo como ministro do Ultramar
- José Manuel Mendes como Dirigente Belenenses
- José Neto como gerente do hotel
- José Raposo como Nunes Pantaleão
- Josefina Massango como Elisa
- J.P. Simões como Padre Henrique
- Lídia Franco como Otília
- Luís Lucas como Gastão Silva
- Marcello Urgeghe como Jaime Duarte
- Marco Delgado como Cruz dos Santos
- Maria Atalia como mulher da igreja
- Maria Emília Correia como mulher do Maurício
- Maria João Pinho como Conceição Malosso
- Marina Albuquerque como mulher do vizinho
- Mauro Hermínio como Hilário (22 anos)
- Miguel Bogalho como José Águas
- Miguel Borges como Mário Melo
- Miguel Monteiro como chefe de redação
- Miguel Nunes como locutor da RTP
- Miguel Rocha como amigo de David
- Nuno Feist como maestro orfeão SLB
- Paulo Duarte Ribeiro como amigo do café Aviz
- Paulo Furtado como Laurindo
- Paulo Pinto como Homero
- Pedro Andrade como José Torres
- Pedro Carraca como adepto do Belenenses
- Pedro Ferreira como Márinho
- Pedro Lacerda como Rui Martins
- Pedro Inês como José Mateus
- Rui Melo como Elísio Pereira
- Rui Morisson como Martins da Cruz
- Sérgio Moura Afonso como repórter da rádio
- Shaquille Adamugy como Eusébio (8 Anos)
- Suzana Borges como turista francesa
- Teresa Madruga como mulher de Domingos
- Tiago Sarmento como Cruz
- Vítor Norte como Domingos Claudino
- Artur Dinis como Santana
- Carolina Brandão como empregada de Maurício
- Eduardo Jordão como pianista branco
- Erica Rodrigues como estenógrafa da FPF
- Euclides Guiliche como Ermelindo
- Flora Inês como empregada do ministro
- Leonor Cabral como dona Zézinha
- João Barbosa como vizinho de Hilário
- Mário Castanheira como Campos Figueira
- Miguel Faustino como Ardina
- Shelsio como Hilário (12 anos)
- Tiago Abelho como Aurélio
- Bruno Assunção como presidente do Araraquara
- José Augusto como vizinho do 2º andar
- Francisco Correia como técnico da RTP
- Milan Danao como colega dos brasileiros
- Gonçalo de Morais como adepto de ténis de mesa
- Melanie de Vales Rafael como rapariga da festa
- Joaquim Letria como ministro
- David Neto como colega operário
- Sónia Neves como esposa do presidente do Araraquara
- César Passinhas como técnico da RTP
- António Vicente como árbitro de ténis de mesa
- Mário Wang como Alberto Ló